# Marquise (chanson)
Pour les articles homonymes, voir Marquise.
Pistes de Les Trompettes de la renommée
Je rejoindrai ma belle La Guerre de 14-18
Marquise est une chanson interprétée par Georges Brassens, qui figure sur l’album Les Trompettes de la renommée (1962). Il en a composé la musique sur les trois premières strophes des Stances à Marquise (1658) de Pierre Corneille, auxquelles il a ajouté la « chute » humoristique de Tristan Bernard.

## Marquise et lesStancesde Corneille

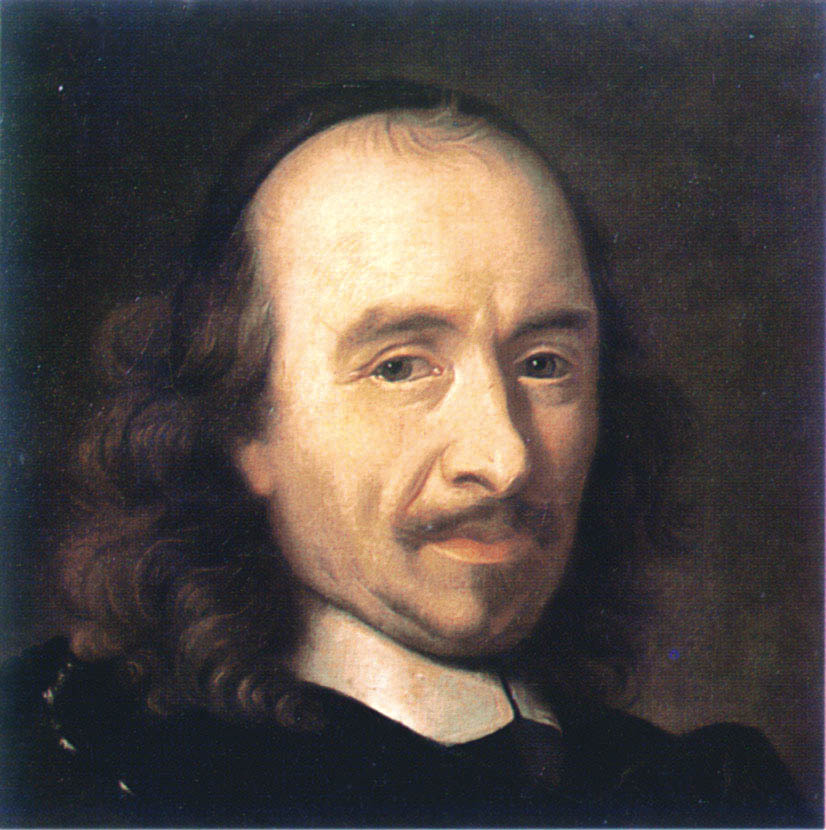
Pierre Corneille…

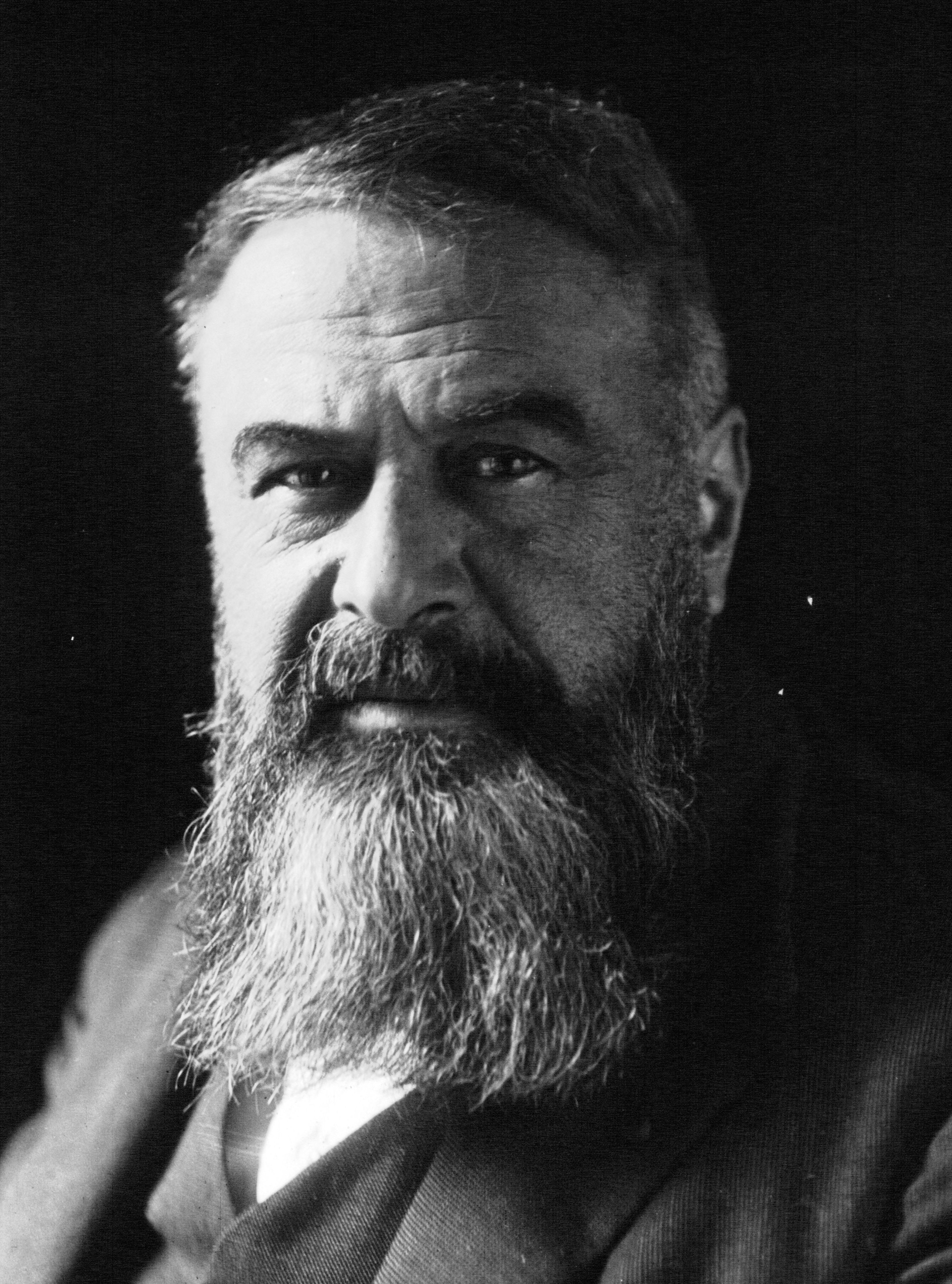
… et Tristan Bernard, les auteurs des strophes mises en musique et chantées par Brassens.

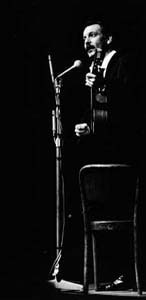
Georges Brassens sur scène à l'époque de la chanson.

Marquise (le mot n'est pas un titre de noblesse, mais un prénom) est une comédienne de la troupe de Molière, Mademoiselle Du Parc ;  très jolie, elle a de nombreux admirateurs. Parmi eux, les deux frères dramaturges Pierre et Thomas Corneille lui font vainement la cour, et composent  des vers en son honneur. Elle meurt prématurément en 1668, après avoir créé l’année précédente le rôle-titre d’Andromaque, que Jean Racine a écrit spécialement pour elle. 
Pour se plaindre de la froideur de Marquise, Corneille (alors âgé d’une cinquantaine d’années) lui adresse les Stances. Georges Brassens n'a conservé que les trois premières strophes du poème, mais élude les cinq autres, celles où Corneille se vante d’avoir d’autres charmes (ceux de l’esprit) et où il dit à Marquise que dans mille ans « Vous ne passerez pour belle - Qu'autant que je l'aurai dit ». 
Brassens chante les strophes du poème de Corneille deux fois de suite, auxquelles il ajoute une réponse malicieuse et irrévérencieuse de Marquise à Corneille écrite plus de deux cent cinquante ans plus tard par Tristan Bernard et dont Brassens ne chante deux fois que les deux derniers vers.

## Le texte des stances et de la chanson
Les strophes incluses dans la chanson
Marquise si mon visage 

A quelques traits un peu vieux 

Souvenez-vous qu'à mon âge

Vous ne vaudrez guère mieux
Le temps aux plus belles choses 

Se plaît à faire un affront,

Et saura faner vos roses

Comme il a ridé mon front.
Le même cours des planètes

Règle nos jours et nos nuits :

On m’a vu ce que vous êtes;

Vous serez ce que je suis.
Les strophes non comprises dans la chanson
Cependant j'ai quelques charmes

Qui sont assez éclatants

Pour n'avoir pas trop d'alarmes

De ces ravages du temps.
Vous en avez qu'on adore ;

Mais ceux que vous méprisez

Pourraient bien durer encore

Quand ceux-là seront usés.
Ils pourront sauver la gloire

Des yeux qui me semblent doux,

Et dans mille ans faire croire

Ce qu'il me plaira de vous.
Chez cette race nouvelle,

Où j'aurai quelque crédit,

Vous ne passerez pour belle

Qu'autant que je l'aurai dit.
Pensez-y belle Marquise,

Quoiqu'un grison fasse effroi,

Il vaut bien qu'on le courtise

Quand il est fait comme moi.

### Couplet de Tristan Bernard
Peut-être que je serai vieille

Répond Marquise, cependant

J’ai vingt-six ans mon vieux Corneille 

Et je t’emmerde en attendant
Chante Georges Brassens, tandis que Tristan Bernard a écrit :
Sans doute que je serai vieille
Dit la marquise, cependant.
Brassens a modifié dans le but - entre autres - de préciser que Marquise est ici un prénom, pas un titre[réf. nécessaire].

## Composition de Georges Brassens et enregistrement
Le titre sort en 1962 chez Philips sur l'album Les Trompettes de la renommée et sur un 45 tours publié l'année suivante (où figurent également Les amours d'antan, La Guerre de 14-18 et La Marguerite).

## Reprise
- Maxime Le Forestier,  Le Cahier (84 chansons de Brassens en public), Polydor, album sorti en 1998